# Fay Toyne
Fay Toyne (* 18. Dezember 1943), auch unter ihrem Ehenamen Fay Toyne Moore bekannt, ist eine ehemalige australische Tennisspielerin, die hauptsächlich in den 1960er Jahren aktiv war.

## Karriere
Im Jahr 1966 spielte sie an der Seite von Jill Blackman ihr bestes Doppelturnier im Stade Roland Garros. Im Finale verloren sie in drei Sätzen gegen ihre Gegnerinnen Margaret Smith und Judy Tegart. Bei den Australian Championships, die später in Australian Open umbenannt wurden, und bei den Wimbledon Championships war jeweils der Viertelfinaleinzug ihr bestes Doppelergebnis.
Im Einzel erreichte sie sowohl bei den französischen Meisterschaften als auch in Wimbledon jeweils einmal die vierte Runde, das Achtelfinale. In Paris wurde sie 1965 von Annette Van Zyl geschlagen, in Wimbledon 1968 von der auf Platz 1 gesetzten späteren Turniersiegerin Billie Jean King.
Im Jahr 1964 gewann Toyne die südenglischen Grasrasen-Meisterschaften in Eastbourne, wo sie im Finale Lorna Cornell Cawthorn in drei Sätzen besiegte. 1966 konnte sie bei einem Turnier in Prag die Einzelkonkurrenz gewinnen.

## Finalteilnahmen bei Grand-Slam-Turnieren

### Mixed
| Nr. | Datum        | Turnier                                           | Belag | Partnerin     | Finalgegnerinnen           | Ergebnis      |
| --- | ------------ | ------------------------------------------------- | ----- | ------------- | -------------------------- | ------------- |
| 1.  | 5. Juni 1966 | Internationale französische Tennismeisterschaften | Sand  | Jill Blackman | Margaret Smith Judy Tegart | 6:4, 1:6, 1:6 |